# La Petite-Verrière
La Petite-Verrière est une commune française située dans le département de Saône-et-Loire, en région Bourgogne-Franche-Comté.
L'une de ses particularités est de figurer parmi les dix communes les moins peuplées de Saône-et-Loire. En effet, cinquante et un habitants y étaient recensés au 1er janvier 2019 (chiffre officialisé par l'INSEE au 1er janvier 2022), ce qui classe cette commune au 5e rang des communes les moins peuplées de Saône-et-Loire, derrière Chérizet (20 habitants), Grevilly (30 habitants), Montceaux-Ragny (31 habitants) et Collonge-la-Madeleine (50 habitants).

## Géographie

### Géologie
La commune repose sur le gisement de schiste bitumineux d'Autun daté de l'Autunien (−299 et −282 millions d'années),.

### Climat
Pour des articles plus généraux, voir Climat de la Bourgogne-Franche-Comté et Climat de Saône-et-Loire.
En 2010, le climat de la commune est de type climat des marges montargnardes, selon une étude du Centre national de la recherche scientifique s'appuyant sur une série de données couvrant la période 1971-2000. En 2020, Météo-France publie une typologie des climats de la France métropolitaine dans laquelle la commune est exposée à un climat océanique altéré et est dans la région climatique Lorraine, plateau de Langres, Morvan, caractérisée par un hiver rude (1,5 °C), des vents modérés et des brouillards fréquents en automne et hiver.
Pour la période 1971-2000, la température annuelle moyenne est de 9,7 °C, avec une amplitude thermique annuelle de 15,9 °C. Le cumul annuel moyen de précipitations est de 1 190 mm, avec 14 jours de précipitations en janvier et 8,4 jours en juillet. Pour la période 1991-2020, la température moyenne annuelle observée sur la station météorologique de Météo-France la plus proche, « Autun », sur la commune d'Autun à 15 km à vol d'oiseau, est de 10,7 °C et le cumul annuel moyen de précipitations est de 857,2 mm. 
La température maximale relevée sur cette station est de 40 °C, atteinte le 12 août 2003 ; la température minimale est de −18,3 °C, atteinte le 20 décembre 2009,,.
Les paramètres climatiques de la commune ont été estimés pour le milieu du siècle (2041-2070) selon différents scénarios d'émission de gaz à effet de serre à partir des nouvelles projections climatiques de référence DRIAS-2020. Ils sont consultables sur un site dédié publié par Météo-France en novembre 2022.

## Urbanisme

### Typologie
Au 1er janvier 2024, La Petite-Verrière est catégorisée commune rurale à habitat très dispersé, selon la nouvelle grille communale de densité à sept niveaux définie par l'Insee en 2022.
Elle est située hors unité urbaine. Par ailleurs la commune fait partie de l'aire d'attraction d'Autun, dont elle est une commune de la couronne,. Cette aire, qui regroupe 42 communes, est catégorisée dans les aires de moins de 50 000 habitants,.

### Occupation des sols
L'occupation des sols de la commune, telle qu'elle ressort de la base de données européenne d’occupation biophysique des sols Corine Land Cover (CLC), est marquée par l'importance des forêts et milieux semi-naturels (75,9 % en 2018), une proportion sensiblement équivalente à celle de 1990 (76,1 %). La répartition détaillée en 2018 est la suivante : forêts (75,9 %), prairies (24,1 %). L'évolution de l’occupation des sols de la commune et de ses infrastructures peut être observée sur les différentes représentations cartographiques du territoire : la carte de Cassini (XVIIIe siècle), la carte d'état-major (1820-1866) et les cartes ou photos aériennes de l'IGN pour la période actuelle (1950 à aujourd'hui).

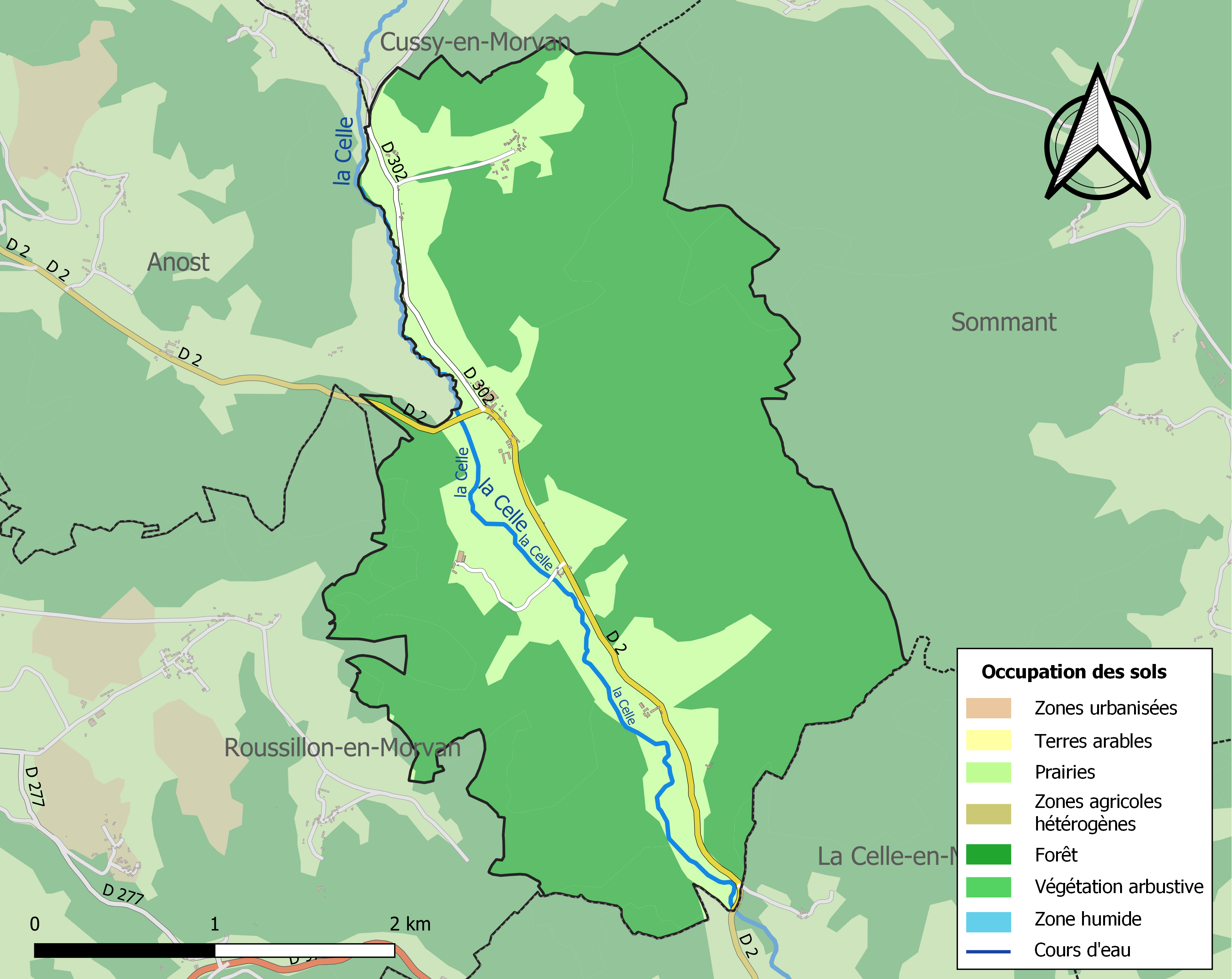
Carte des infrastructures et de l'occupation des sols de la commune en 2018 (CLC).

### Morphologie urbaine
Hameaux
- Vaulion, lieu détruit.

## Histoire

### Le Tacot du Morvan
Au début du XXe siècle, la commune était desservie par une des lignes du Tacot du Morvan : le chemin de fer d'Autun à Château-Chinon. Elle disposait d'une gare située au point kilométrique 15,269 de la ligne, qui servait également de desserte à la commune voisine de Cussy-en-Morvan. Le trafic voyageurs fut stoppé le 31 juillet 1931, remplacé par un service d'autocars. La ligne, fermée définitivement en 1936, fut démontée entièrement en 1939.

## Politique et administration
| Période                                  | Période   | Identité                          | Étiquette | Qualité |
| ---------------------------------------- | --------- | --------------------------------- | --------- | ------- |
| mars 2001                                | mars 2008 | Fréderic Bellet                   |           |         |
|                                          |           | Lucien de Champeaux de la Boulaye |           |         |
| mars 2008                                | en cours  | Daniel Daunot                     |           |         |
| Les données manquantes sont à compléter. |           |                                   |           |         |

## Démographie
L'évolution du nombre d'habitants est connue à travers les recensements de la population effectués dans la commune depuis 1793. Pour les communes de moins de 10 000 habitants, une enquête de recensement portant sur toute la population est réalisée tous les cinq ans, les populations de référence des années intermédiaires étant quant à elles estimées par interpolation ou extrapolation. Pour la commune, le premier recensement exhaustif entrant dans le cadre du nouveau dispositif a été réalisé en 2008.

En 2022, la commune comptait 48 habitants, en évolution de −7,69 % par rapport à 2016 (Saône-et-Loire : −1,06 %, France hors Mayotte : +2,11 %).
| 1793 | 1800 | 1806 | 1821 | 1831 | 1836 | 1841 | 1846 | 1851 |
| ---- | ---- | ---- | ---- | ---- | ---- | ---- | ---- | ---- |
| 208  | 185  | 190  | 197  | 212  | 219  | 245  | 242  | 227  |

| 1856 | 1861 | 1866 | 1872 | 1876 | 1881 | 1886 | 1891 | 1896 |
| ---- | ---- | ---- | ---- | ---- | ---- | ---- | ---- | ---- |
| 200  | 218  | 212  | 222  | 220  | 212  | 219  | 226  | 189  |

| 1901 | 1906 | 1911 | 1921 | 1926 | 1931 | 1936 | 1946 | 1954 |
| ---- | ---- | ---- | ---- | ---- | ---- | ---- | ---- | ---- |
| 200  | 217  | 190  | 139  | 396  | 144  | 129  | 126  | 104  |

| 1962 | 1968 | 1975 | 1982 | 1990 | 1999 | 2006 | 2008 | 2013 |
| ---- | ---- | ---- | ---- | ---- | ---- | ---- | ---- | ---- |
| 82   | 75   | 75   | 67   | 64   | 65   | 55   | 52   | 52   |

| 2018 | 2022 | - | - | - | - | - | - | - |
| ---- | ---- | - | - | - | - | - | - | - |
| 52   | 48   | - | - | - | - | - | - | - |

## Lieux et monuments
- L'église, sous le vocable de Notre-Dame-de-l'Assomption, du XIIe siècle, qui possède une porte romane, une chapelle attenante du XVe siècle et des vitraux où figurent des portées en grégorien.
- Le château de la Boulaye, construit au XVIIe siècle, manoir dépourvu de tour ayant la forme d'un gros pavillon dominant la vallée, qui rappelle l'origine du village et des familles nobles ayant habité en ce lieu (les d'Arlay, les Jaucourt, les Champeaux, dont les descendants sont toujours propriétaires).
- Les douglas de la Roche Guillaume, labellisés « Arbre remarquable de France » en octobre 2007 (groupe de douglas d’exception : les premiers plantés en Morvan, vers 1880)[Note 4].

## Pour approfondir